# Austrolebias nonoiuliensis
Austrolebias nonoiuliensis är en fiskart som först beskrevs av Taberner, Fernández-santos och Castelli, 1974.  Austrolebias nonoiuliensis ingår i släktet Austrolebias och familjen Rivulidae. Inga underarter finns listade.